# 5630 Billschaefer
(5630) Billschaefer, denumire internațională (5630) Billschaefet, este un asteroid din centura principală de asteroizi.

## Descriere
5630 Billschaefer este un asteroid din centura principală de asteroizi. A fost descoperit pe 21 martie 1993 la Observatorul Palomar de Jack B. Child. Asteroidul prezintă o orbită caracterizată de o semiaxă mare de 2,24 ua, o excentricitate de 0,14 și o înclinație de 2,9° în raport cu ecliptica.